# Salomè (álbum de Mina)
Salomè es el álbum de estudio de la cantante italiana Mina, publicado en noviembre de 1981 por las compañías PDU y EMI Italiana.

## Lista de canciones

### Volume 1
| N.º   | Título                                                  | Escritor(es)                        | Duración |  |
| 1.    | «Tu sarai la mia voce (Put the Weight on My Shoulders)» | Gino Vannelli Vittorio De Scalzi    | 4:59     |  |
| 2.    | «Miele su miele»                                        | Paolo Conte                         | 5:53     |  |
| 3.    | «Tres palabras»                                         | Osvaldo Farrés                      | 3:26     |  |
| 4.    | «Sono sola sempre»                                      | Bruno Lauzi Beppe Cantarelli        | 4:22     |  |
| 5.    | «Walk On By»                                            | Hal David Burt Bacharach            | 8:28     |  |
| 6.    | «No (No)»                                               | Armando Manzanero Andrea Lo Vecchio | 3:21     |  |
| 7.    | «Contigo en la distancia» (featuring Angel Garcia)      | César Portillo de la Luz            | 3:13     |  |
| 8.    | «Così»                                                  | Edoardo De Angelis Aldo Donati      | 3:33     |  |
| 37:16 |                                                         |                                     |          |  |

### Volume 2
| N.º   | Título                               | Escritor(es)                                                             | Duración |  |
| 1.    | «E va bene, ti voglio»               | Vito Pallavicini Piero Cassano                                           | 5:27     |  |
| 2.    | «Una canzone» (featuring New Trolls) | Vittorio De Scalzi Nico Di Palo Gianni Belleno Ricky Belloni             | 4:13     |  |
| 3.    | «Verde luna»                         | Vicente Gomez                                                            | 2:43     |  |
| 4.    | «Liza»                               | Bruno Lauzi Nico Di Palo Vittorio De Scalzi Gianni Belleno Ricky Belloni | 3:33     |  |
| 5.    | «Boy»                                | Maurizio Piccoli                                                         | 5:13     |  |
| 6.    | «Uh uh» (featuring New Trolls)       | Vittorio De Scalzi Gianni Belleno Ricky Belloni Nico Di Palo             | 3:51     |  |
| 7.    | «E tu, chi sei?»                     | Vito Pallavicini Michele Vasseur Gianni Guarnieri                        | 4:30     |  |
| 8.    | «Esperame en el cielo»               | Paquito López Vidal                                                      | 3:25     |  |
| 9.    | «Quando l'amore ti tocca»            | Dibi Nini Carucci                                                        | 3:19     |  |
| 10.   | «Squarciagola»                       | Valentino Alfano Massimiliano Pani                                       | 6:04     |  |
| 42:25 |                                      |                                                                          |          |  |

## Posicionamiento
| Listas (1981–82)         | Mejor posición |
| ------------------------ | -------------- |
| Italia (Billboard)       | 5              |
| Italia (Musica e dischi) | 2              |